# Septimus Heap (série de livros)
Septimus Heap é uma série de romances de fantasia, escrita pela autora Inglesa Angie Sage e com um protagonista de mesmo nome. Cinco romances, intitulado Magyk, Flyte, Physik, Queste, Syren, Darke e Fyre, foram publicados, tendo o primeiro (Magyk) sido editado em 2005 e o mais recente (Fyre) em 2013.
Inicio da História
Angie Sage começa o primeiro livro "Magyk" (Magya em português), quando o mago Silas Heap encontra uma menina recém-nascida jogada na neve e a leva para casa, isso na mesma noite em que a Rainha foi assassinada, enquanto seu filho que acabara de nascer é declarado morto pela parteira; o menino é Septimus Heap, o sétimo filho do sétimo filho, que teria o poder para se tornar um mago poderoso. A menina é acolhida pela família Heap e recebe o nome de Jenna, cresce cercada de muito amor e proteção e dez anos depois do ocorrido é onde começa nossa história.
A família dos magos Heap vive de forma simples e feliz em um pequeno casebre do reino, onde Silas e Sarah cuidam dos sete filhos e um cachorro babão. Jenna é mimada por todos os irmãos e vive feliz até o dia em que o mundo que conhece muda bruscamente. Jenna sofre uma tentativa de assassinato no dia de seu aniversário, e sua identidade é revelada e precisará fugir junto de toda sua família e com a ajuda de ninguém menos, do que Márcia Overstrand, a maga extraordinária.
Márcia faz uso de seus poderes de Maga para proteger Jenna da morte e para isso terão que fugir de um terrível Caçador que parte no rastro da garota, do Supremo Guardião que deseja todos mortos e do mago necromante DomDaniel - ex mago extraordinário, que precisa destruir Márcia e Jenna para retomar o poder e faz uso de alguns seres das trevas malévolos e bem nojentos.
Angie tenta trasmitir um mundo em que no seu imaginário, era repleto de magia,fantasia, e que vai eletrizar os leitores desta ficção.